# 峇丹艾水坝
峇丹艾水坝(Batang Ai Dam)是马来西亚砂拉越第一個水力發電站，與建好後的蓄水湖環境優美而成了州內一旅遊景點．湖中央興建了一間星級度假酒店。湖內淡水魚養殖業極其發達。